# Назаровы (деревня)
 Назаровы  — деревня в Орловском районе Кировской области. Входит в состав Орловского сельского поселения.

## География
Расположена на расстоянии примерно 3 км на северо-восток от райцентра города Орлова.

## История
Известна с 1727 года как починок Антипинской с 1 двором, в 1764 году 29 жителей, в 1802 9 дворов. В 1873 году здесь (Антипинской или Назаровы) было дворов 11 и жителей 70, в 1905 17 и 119, в 1926 (деревня Назаровы или Антипинский) 16 и 88, в 1950 (Назаровы) 18 и 56, в 1989 29 жителей. С 2006 по 2011 год входила в состав Лугиновского сельского поселения.

## Население
Постоянное население было 78 человек (русские 95%) в 2002 году, 85 человек в 2010.